# Mezi supy
Mezi supy (Unter Geiern) je společné označení Syna lovce medvědů (1887, Der Sohn des Bärenjägers) a Ducha Llana Estacada (1888, Der Geist des Llano Estacado), dvou dějově souvisejících románů německého spisovatele Karla Maye. Oba romány vycházely nejprve na pokračování ve stuttgartském časopise Der Gute Kamerad (Dobrý kamarád) a již v roce 1890 následovalo jejich první společné knižní vydání pod názvem Die Helden des Westens (Hrdinové ze Západu). Pod novým společným názvem Unter Geiern vyšly oba romány (ovšem v již v upravené a zkrácené podobě) prvně roku 1914 v nakladatelství Karl-May-Verlag jako třicátý pátý svazek Sebraných spisů Karla Maye.
V Česku se společné jednosvazkové vydávání obou románů nevžilo a oba romány jsou vydávány zvlášť, většinou s odkazem na společný název. Zejména na konci Syna lovce medvědů bývá poznámka, že dobrodružství hlavních hrdinů (Vinnetou, Old Shatterhand, Hobble Frank, Dlouhý Davy a Tlustý Jemmy) pokračuje v dalším románu.

## Jiné dílo
V letech 1968–1969 vyšla jako příloha časopisu ABC (s ilustracemi Zdeňka Buriana) pod názvem Mezi supy zkrácená verze románu Satan a Jidáš.